# Manfred Urbanski
Manfred Urbanski (* 1. Dezember 1929 in Wanne-Eickel; † 24. Januar 2005 in Herne) war ein deutscher Politiker (SPD).

## Leben
Nach dem Besuch der Volksschule absolvierte Urbanski eine Ausbildung zum Maschinenschlosser, trat der ÖTV bei und war später Geschäftsführer der Gewerkschaft in Essen.
Er schloss sich der SPD an und wurde im November 1969 zum jüngsten und letzten Oberbürgermeister der Stadt Wanne-Eickel gewählt.
Nachdem er in zähen Verhandlungen das Einverleiben der Stadt Wanne-Eickel an ein großes Gelsenkirchen zusammen mit Gladbeck und Bottrop (Glabotki) verhindert hatte und im Zuge der Gemeindereform eine Vernunftehe mit der östlichen Nachbarstadt Herne eingegangen war, verlor Urbanski zunächst zum 31. Dezember 1974 sein Amt, war dann aber von Mai 1975 bis Oktober 1984 Oberbürgermeister dieser neuen Stadt Herne. Dort war er auch Aufsichtsratsvorsitzender der Stadtwerke Herne AG.
Manfred Urbanski starb am 24. Januar 2005. Er ist auf dem Waldfriedhof Herne bestattet.